# Laïndé Soulédé
Laïndé Soulédé est un village du Cameroun situé dans la Région du Nord et le département de la Bénoué. Il dépend administrativement de la commune de Ngong et de l’arrondissement de Tcheboa, et, au niveau de la chefferie traditionnelle, du lamidat de Tcheboa.

INSTITUTIONS 
laïnde souledé est doté d'une école primaire publique située à l'entrée du village. 

## Population
Lors du recensement de 2005, 758 habitants y ont été dénombrés.
On y trouve dans ce village les Mafa, les Kapsiki, Mada, les peuls et autres 